# Campbon
Campbon è un comune francese di 4 016 abitanti situato nel dipartimento della Loira Atlantica nella regione dei Paesi della Loira.

## Storia

### Simboli
Lo stemma del Comune si blasona: 
Era lo stemma della famiglia Cambout, duchi di Coislin dal 1663, brisato da una bordura d'armellino per rimarcare l'appartenenza alla Bretagna. Le attuali sette moscature rappresentano le frazioni dell'odierna parrocchia di Coislin. La parrocchia originaria comprendeva i territori di Campbon e di Sainte-Anne-sur-Brivet ed era divisa in 11 frairies che nel Medio Evo riunivano un gruppo di villaggi con un loro Santo patrono e spesso con una cappella comune.

Stemma della famiglia Cambout
Alias dello stemma di Campbon

## Società

### Evoluzione demografica
Abitanti censiti